# Der islamische Faschismus

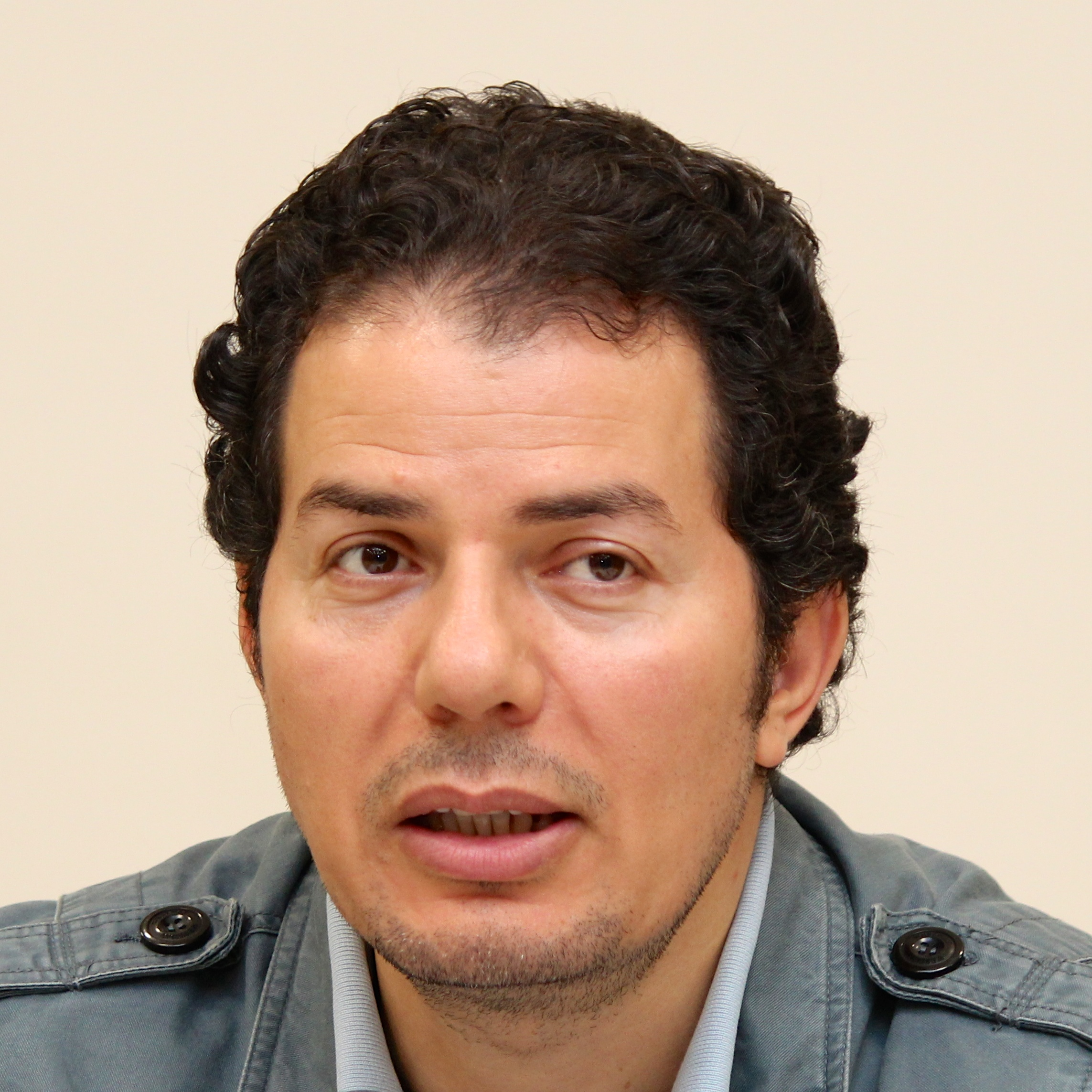
Hamed Abdel-Samad 2013

Der islamische Faschismus: Eine Analyse ist ein 2014 beim Droemer Verlag erschienenes Sachbuch des deutsch-ägyptischen Politologen Hamed Abdel-Samad. Das Werk wurde ins Englische übersetzt.

## Inhalt
Abdel-Samad sieht neben der übereinstimmenden Entstehungszeit in den 1920er-Jahren inhaltliche Übereinstimmungen zwischen Islamismus und Faschismus. Dabei charakterisiert er den Faschismus als „politische Religion“, die eine absolute Wahrheit verbreite, eine Hierarchie mit einem unfehlbaren Führer aufweise und ein klares Feindbild besitze, das sich insbesondere gegen Moderne, Aufklärung, Marxismus und Juden richte (S. 19). Neben diesen Parallelen seien im frühen Islamismus auch direkte inhaltliche Einflüsse des europäischen Faschismus nachweisbar (S. 34 ff.). Faschistoides Gedankengut sei aber älter. Dazu verweist Abdel-Samad auf die in Koran wie Bibel überlieferte Forderung Gottes gegenüber Abraham nach blindem Gehorsam und sieht dabei sogar eine generelle Verwandtschaft zwischen Monotheismus und Faschismus, im Gegensatz zum zwangsläufig pluralistischen Polytheismus (S.  59 ff.). Darüber hinaus beinhalte speziell der Koran einen Universalitätsanspruch und eine „Hetze gegen Ungläubige“.  Dabei sei das „eigentliche Problem“ „[d]er Dschihad, wie ihn der Prophet verstanden und praktiziert habe“. Dieser hätte zum weltweit „gleiche[n] Gewaltpotenzial unter radikalen Muslimen“ geführt (S. 127 f.).

## Rezeption im Journalismus
Der islamische Faschismus wurde innerhalb der Massenmedien breit rezipiert, es war ein Bestseller. Das Buch erreichte im April 2014 Platz 6 auf der Liste der meistverkauften Sachbücher des Magazins Buchreport. Dagegen steht eine kaum merkbare Resonanz in Fachkreisen und universitärem Betrieb. 

### Zustimmende Kritiken
Abdel-Samad formuliere, so Deutsche-Welle-Redakteur Stefan Dege, „[in] verbindlichen Worten [...] eine aufklärerische Kritik am Islamismus“. Er habe ein „wichtiges Buch“ geschrieben.
Jürgen Springer räumte zwar in der Christ in der Gegenwart ein, dass es an einer Begriffsbestimmung des Faschismus zwar fehle, lobte aber Abdel-Samads Äußerungen zu „Gottesstaaten, radikale[n] Organisationen wie Hamas oder Al Qaida oder über die geistig-soziale Rückwärtsentwicklung islamischer Herrschaft seit dem ausgehenden Mittelalter“.

### Gemischte Kritiken
„In der Tat gibt es gute Gründe, einzelnen Aspekten von Abdel-Samads Werk mit Skepsis zu begegnen. In vielen Punkten hat sich der Autor mit seinem ambitiösen Projekt wohl in der Tat übernommen, und das Prädikat ‚wissenschaftlich‘ verdient seine Analyse wohl nur beschränkt“, hält Beat Stauffer in seiner Rezension in der NZZ fest. Dennoch gebe das „Buch einer Reihe von Vorbehalten zum Trotz wichtige Denkanstösse“ wieder.
Daniel Krause wertet die persönliche Einbringung des Autors teilweise positiv. Es werde gegen die Politische Korrektheit durch Titulierungen wie beispielsweise „Heil Osama“ oder „Sein Kampf, unser Kampf“ regelmäßig verstoßen, was zu begrüßen sei. Dagegen kritisierte er die Gleichsetzung Thilo Sarrazins mit Recep Tayyip Erdoğan als Versuch der Anpassung, die dem Autor dennoch nicht vor den Angriffen linker Zeitungen wie Der Freitag oder Neues Deutschland geholfen habe.
Sabine Kebir bescheinigt Abdel-Samad in der Wochenzeitung Freitag, dass es zwar totalitäre Gemeinsamkeiten zwischen den fundamentalistisch-islamistischen Bewegungen und dem Nationalsozialismus wie historische Verbindungen gegeben habe, bezweifelt aber mit dem Hinweis auf Churchills anfängliche Bewunderung für Mussolini und Hitler, den Wert solcher Auflistungen.

### Ablehnende Kritiken
Andererseits erntete Abdel-Samad auch Kritik für das Buch. So warf Joseph Croitoru Abdel-Samad vor, mit seinem Werk Geschichtsklitterung zu betreiben. Er blende gezielt Aspekte aus, kenne sie nicht oder unterschlage sie. Er zeichne damit das falsche Bild, alle Islamisten seien Faschisten.
Der Publizist Michael Lüders unterzog das Sachbuch einer vernichtenden Kritik. Das „Machwerk“ sei eben keine Analyse, sondern eine Kampfschrift und bediene lediglich „Vorurteile der deutschen Mehrheitsgesellschaft“ und würde durch die Unterstützung der These vom „Islamo-Faschismus“ über Geschichtsklitterung nicht hinauskommen. 
Hans Bode, Journalist der Jungle World, kritisiert: „Das Buch wird als Bestseller beworben und ist Teil eines Diskurses, der von populärwissenschaftlichen bis populistischen Beiträgen zu Islam, Islamkritik und Integration dominiert wird.“ und verwies dagegen auf Forscher wie Israel Gershoni, James Jankowski oder Götz Nordbruch. 
Toumaj Khakpour meinte: „Es ist schwer, die drastischen Thesen des 42-Jährigen durchgehend ernst zu nehmen. Es fehlt die notwendige Differenzierung, die zu einer klaren Einordnung führt. Abdel-Samad lässt den Raum für Spekulationen offen, dies ist gerade vor dem Hintergrund seiner Absicht, den islamischen Faschismus hinreichend zu analysieren schädlich“. und kommt zum Schluss, dass Abdel-Samads Buch „eher zu weiteren Reibungen als zur sachlichen Auseinandersetzung beitragen“ werde.
In der Jungen Freiheit resümierte der Islamwissenschaftler Tilman Nagel: „Indem Abdel-Samad bestimmten Erscheinungen der islamischen Kultur das Etikett ‚faschistisch‘ aufklebt, trägt er leider nichts zur Aufklärung über das dem Islam eigene Phänomen bei, das als ‚endogenen Radikalismus‘ bezeichnet wird. Wer diesen verstehen will, kommt an einem Studium der Erkenntnisse der Religionswissenschaft nicht vorbei. Hamed Abdel-Samad hat es sich erspart, und damit überläßt er gegen seine erklärte Absicht weiter den Schönfärbern das Feld. Schade!“

## Wissenschaftliche Rezeption
In seinem Aufsatz Der Islamismus ist kein grüner Faschismus, sondern ein religiöser Extremismus. Eine kritische Prüfung einschlägiger Kriterien anlässlich einer öffentlichen Debatte untersucht der Soziologe und Politikwissenschaftler Armin Pfahl-Traughber anhand von Samad aufgestellter gemeinsamer Merkmale wie Antisemitismus, Nationalismus oder Vernichtungsoptionen die These vom islamischen Faschismus. Darin kommt er zum Ergebnis, dass wegen der Differenzen beider Ideologien der Kategorisierung des Islamismus als religiösen Extremismus der Vorzug zu geben sei. So ersetze laut Pfahl-Traughber der Abschnitt Eckpfeiler des Ur-Faschismus nicht eine Begriffsbestimmung oder systematische Präsentation der Kriterien des Faschismus. Auch gehe Samad in seiner Zusammenstellung nicht der Frage nach, ob es sich um Alleinstellungsmerkmale der politischen Phänomene handelt. Die Faschismusforschung werde von Samad ignoriert, ebenso nehme er die Islamismusforschung kaum wahr. Positiv hob er richtige Aussagen zu Ereignissen wie Sachverhalten hervor, die jedoch meistens unbelegt bleiben. Die Ansicht, dass der Faschismus seine Wurzeln in der Frühgeschichte des Islams habe, könne stattdessen nicht überzeugen.

## Ausgaben
- Der islamische Faschismus: Eine Analyse. Droemer, 2014, ISBN 978-3-426-27627-3.